# Queenstowni repülőtér
A Queenstowni repülőtér (IATA: ZQN, ICAO: NZQN) Új-Zéland egyik nemzetközi repülőtere, amely Queenstown közelében található. Éves utasforgalma 5078 fő .

## Futópályák
A repülőtér futópályái: 

## Forgalom
Az utasforgalom az elmúlt években az alábbi módon változott:
| Utasok száma | 5078 | 15 790 | 19 285 | 638 376 | 729 232 | 966 574 | 1 248 878 | 1 892 443 | 2 321 347 | 1 863 758 |
|              | 1998 | 2001   | 2003   | 2006    | 2009    | 2011    | 2014      | 2017      | 2019      | 2022      |

## Légitársaságok és úticélok
2025-ben a Queenstowni repülőtérről az alábbi járatok indulnak (Utoljára frissítve: 2025-02-23):
| Légitársaság     | Célállomások                                          |
| ---------------- | ----------------------------------------------------- |
| Air Milford      | Milford Sound                                         |
| Air New Zealand  | Auckland, Christchurch, Melbourne, Sydney, Wellington |
| Glenorchy Air    | Milford Sound, Stewart Island                         |
| Jetstar          | Auckland, Gold Coast, Melbourne, Sydney, Wellington   |
| Qantas           | Brisbane, Melbourne, Sydney                           |
| Virgin Australia | Brisbane, Melbourne, Sydney                           |